# 莱钢集团
莱芜钢铁集团有限公司（简称莱钢集团，旧称七〇一工厂、莱芜钢铁厂）是中华人民共和国山东省济南市的一家国有钢铁企业。建于1970年1月，是拥有总资产620亿元、产钢能力超过千万吨的特大型國有钢铁联合企业，2009年与济南钢铁集团有限公司联合组建为山东钢铁集团有限公司。集團從事選礦、煉鐵、煉鋼到軋鋼綜合配套，以及焦化、耐火、動力、運輸、冶金機械、建設、技術研發、設計、自動化、綜合利用。集團旗下還有多家企業。公司總部設在山東济南市鋼城區。

## 发展沿革
在莱钢组建之前，莱芜境内曾有三个省属钢铁企业，即莱芜铁矿、沂蒙生建钢铁厂、新成铁工厂。1969年10月，中国共产党中央根据当时复杂的政治形势和战略需要，指示山东省发展莱芜地区钢铁工业。据此，山东省革委会和中共济南军区委员会向国务院及总理传送名为《山东省革命委员会关于建设山东莱芜钢铁基地的报告》（鲁革发 〔69〕第108号）的绝密报告，以莱芜地区原有三个省属钢铁企业为基础，在莱芜地区建设一座中型钢铁联合企业，并作为三线工程项目，采用全省工程会战的办法突击建设。11月，山东省成立莱芜钢铁工程指挥部，开始前期准备工作。:第二章 发展沿革
1970年2月，莱钢工程指挥部从济南迁往莱芜现场办公，对外使用“山东省七〇一指挥部”代号名称，隶属于山东省革命委员会生产指挥部领导。时内辖14个生产厂矿和辅助单位，其中新并入的有莱芜铁矿、第一铁厂（原沂蒙生建钢铁厂）、第一钢厂（原新成铁工厂）、新泰冶炼厂；另有新建单位10个。即石灰石厂、第二铁厂、焦化厂、第二钢厂、初轧厂、中轧厂、机修厂、动力部、运输部、医院。指挥部机关设置有政治部、生产建设部、后勤部、办公室，各部有若干业务组。1月下旬，参加莱钢工程会战的设计、勘测人员进入现场展开工作。2月，民工施工运输队伍陆续进入工程现场。4月1日，在第二铁厂高炉工地召开莱钢工程会战誓师大会。:第二章 发展沿革
“会战”期间，全省参加莱钢工程会战的队伍共59个单位，两万多人，参与设备制造会战的生产厂矿共356家。莱芜、新泰、沂源、沂水等市县，选派了一万五千多名民工，支援了莱钢建设。
1972年4月1日，山东省革命委员会批准莱钢工程指挥部取消代号名称。9月15日，根据冶金工业部建议，中共山东省委决定，莱钢工程指挥部改名为莱芜钢铁厂，定位省属地区级企业，生产隶属山东省冶金工业局领导，基本建设业务由山东省建委管理，辖二级单位17个。
1975年5月，第一座620m³高炉建成投产开始，是当时山东省境内最大的高炉:第三章 企业现貌，莱钢转入以生产为主的阶段。但期间受“左”的思想影响，全厂亏损严重。
1985年，莱钢辖二级单位23个，其中主要生产厂矿9个，辅助生产单位5个，施工单位2个，社会服务性单位2个，技校、党校、职工中专、电大分校各1所，集体所有制单位1个。:第二章 发展沿革
1999年5月，组建成立莱钢集团公司，并以其为核心企业组建莱钢集团。
2005年，以2004年主营业务收入301亿元进入“中国钢铁行业百强名单”，列第六位。2007 年列全国制造业500强第33位。
2009年，与济南钢铁集团有限公司联合组建为山东钢铁集团有限公司（简称山钢集团）。